# Золото (геральдика)
Зо́лото (фр. и англ. Or) — один из двух геральдических металлов, традиционное название для жёлтого цвета и его оттенков в геральдике.
В геральдической литературе именуется также: золотой, золотистый.

## Особенности
В гербах принцев выражается термином «soleil», в гербах пэров — «topaz», во всех прочих «or».
В гербах использовалось собственно золото или иной жёлтый металл, а также «золотая» или жёлтая краска. Если желали подчеркнуть, что гербовая фигура «живая», то при блазонировании особо оговаривали, что применяется «жёлтый» как самостоятельный цвет.

## Шраффировка
Графически в чёрно-белом варианте цвет обозначается точками, усеивающими поле. Также может передаваться аббревиатурой o. / or. и G (от gold), рус. зол. / зол. В наиболее древних, дошедших до нас документах, можно найти символическое обозначение золота в виде буквы «О» или в виде зодиакального знака солнца (О с точкой внутри).

## Символика цвета
Золото — самый благородный из всех металлов и цветов, используемых в геральдике, оно олицетворяет солнце — источник жизни и богатства, как материального, так и духовного. В геральдике традиционно символизирует такие качества и понятия, как: власть, богатство, справедливость, верховенство, величие, уважение, великолепие, силу, верность, чистоту, постоянство, могущество, знатность, веру, милосердие, смирение, человеколюбие, умеренность, воздержание, а также: благородство, великодушие, гордость, слава, счастье, любовь, мудрость, превосходство и щедрость. На флаге этот цвет обозначает стремление к победе. Кроме этого, этот металл считался символом гибеллинов.
Некоторые английские специалисты по геральдике, ассоциируют этот металл с топазом (topaz): название этого камня заменяло золото в описаниях гербов пэров. Когда речь шла о гербах королей и принцев, вместо слова «золото», использовалось слово «солнце». Золото называлось своим настоящим именем только для мелкого и среднего дворянства.
Золото часто используется для исполнения внешних элементов герба: золотые короны — это символ монаршей власти, а золотые шлемы во внешних украшениях над гербами принадлежат исключительно королям и принцам. Кроме того, золотыми могут быть забрала и застёжки на серебряных шлемах, а также шпоры рыцарей.
Более тёмные и насыщенные оттенки жёлтого цвета, получаемые посредством смешивания с красителем, могут быть использованы для затенения или выделения отдельных фигур (например корон) или их частей (клювов, когтей и. т. д), когда они блазонируются с цветом поля, то есть золото на золоте.
Герб сиенской семьи Бандинелли, является редким примером полностью золотого поля герба (см. монохромный щит), без геральдических фигур.
В средневековой астрономии золоту соответствовало Солнце, в алхимии — топаз, стихия — огонь.